# Xuefei Yang
 (novembre 2023).
La mise en forme du texte ne suit pas les recommandations de Wikipédia : il faut le « wikifier ».
Les points d'amélioration suivants sont les cas les plus fréquents :
- Les titres sont pré-formatés par le logiciel. Ils ne sont ni en capitales, ni en gras.
- Le texte ne doit pas être écrit en capitales (les noms de famille non plus), ni en gras, ni en italique, ni en « petit »…
- Le gras n'est utilisé que pour surligner le titre de l'article dans l'introduction, une seule fois.
- L'italique est rarement utilisé : mots en langue étrangère, titres d'œuvres, noms de bateaux, etc.
- Les citations ne sont pas en italique mais en corps de texte normal. Elles sont entourées par des guillemets français : « et ».
- Les listes à puces sont à éviter, des paragraphes rédigés étant largement préférés. Les tableaux sont à réserver à la présentation de données structurées (résultats, etc.).
- Les appels de note de bas de page (petits chiffres en exposant, introduits par l'outil «  Source ») sont à placer entre la fin de phrase et le point final[comme ça].
- Les liens internes (vers d'autres articles de Wikipédia) sont à choisir avec parcimonie. Créez des liens vers des articles approfondissant le sujet. Les termes génériques sans rapport avec le sujet sont à éviter, ainsi que les répétitions de liens vers un même terme.
- Les liens externes sont à placer uniquement dans une section « Liens externes », à la fin de l'article. Ces liens sont à choisir avec parcimonie suivant les règles définies. Si un lien sert de source à l'article, son insertion dans le texte est à faire par les notes de bas de page.
- La présentation des références doit suivre les conventions bibliographiques. Il est recommandé d'utiliser les modèles {{Ouvrage}}, {{Chapitre}}, {{Article}}, {{Lien web}} et/ou {{Bibliographie}}. Le mode d'édition visuel peut mettre en forme automatiquement les références.
- Insérer une infobox (cadre d'informations à droite) n'est pas obligatoire pour parachever la mise en page.

Pour une aide détaillée, merci de consulter Aide:Wikification.
Si vous pensez que ces points ont été résolus, vous pouvez retirer ce bandeau et améliorer la mise en forme d'un autre article.
Xuefei Yang est une guitariste classique chinoise, née en 1977.

## Biographie
Xuefei Yang commence sa formation de guitariste auprès de Chen Zhi, président de la China Classical Guitar Society.
Elle achève sa formation au Royaume-Uni auprès de Michael Lewin, John Mills et Timothy Walker.
Elle parcours le monde et effectue de nombreuses tournées dans plus de 50 pays.

## Prix et distinctions
Xuefei Yang est lauréate de nombreux concours internationaux :
- Stotsenberg International Classical Guitar Competition (Los Angeles)
- San Francisco International Guitar Competition
- Young Concert Artist International competition
- Darwin International Guitar Competition (Australie)

## Discographie
- Classical Guitar by Xuefei Yang, 1999 (先恒, Xianheng Nanjing)

- Si Ji (Four Seasons), 2005 (GSP)
- Romance de Amor, 2006 (EMI)
- 40 Degrees North, 2008 (EMI)
- Concierto de Aranjuez, 2010 (EMI), with Barcelona Symphony Orchestra and National Orchestra of Catalonia
- J.S.Bach: Concertos & Transcriptions, 2012 (EMI), with Elias String Quartet
- Britten Songs, 2013 (EMI), with Ian Bostridge
- Sojourn - The Very Best of Xuefei Yang, 2013 (Warner), with Elias String Quartet
- Heartstrings, 2015 (Decca/Universal)
- Colours of Brazil, 2016 (Decca/Universal)
- Songs from Our Ancestors, 2016 (Globe Music), with Ian Bostridge
- Milonga Del Angel, 2018 (Deutsche Grammophon), with Mengla Huang
- One Day in November (EP), 2019 (Apple Music)
- Sketches of China, 2020 (Decca/Universal), with Xiamen Philharmonic Orchestra, Weiliang Zhang, Sha Yuan
- Summertime (EP), 2021 (Apple Music)
- Winter Songs (EP), 2021 (Apple Music)
- Magna Carta: The Complete Works for Guitar and Orchestra of John Brunning, 2022 (Prima Facie), with Royal Liverpool Philharmonic
- Guitar Favourites, 2022 (Decca/Universal)
- Striking a Chord, 2022 (Warner)
- X Culture (Digital Album), 2023 (Apple Music)

## Notices d'autorité
- VIAF
- ISNI
- BnF (données)
- IdRef
- LCCN
- GND
- Espagne
- Corée du Sud
- WorldCat

- VIAF
- ISNI
- BnF (données)
- IdRef
- LCCN
- GND
- Espagne
- Corée du Sud
- WorldCat